# 앙카라스포르
앙카라스포르(Ankaraspor)는 튀르키예의 수도 앙카라를 연고로 하는 축구 클럽이다.

## 역사
1978년에 '앙카라 벨레디에 스포르 쿨루브'로 창단 되었으며 이후 1984년에 '앙카라 뷔위크시르 벨레디에 스포르' 1998년에 '뷔위크시르 벨레디에 앙카라스포르 쿨루브'를 거쳐 2005년에 '앙카라스포르'로 명칭을 변경 하였다. 그러나 2009-10 시즌 때 팀의 구단주가 같은 지역 소재의 앙카라귀쥐의 지분을 차지하며 양팀의 구단주로 오르는 일이 일어났다. 이에 터키 축구 협회는 페어플레이 위반으로 간주하고 앙카라스포르를 강제로 강등함과 동시에 리그의 모든 경기를 3대0 몰수패로 처리하는 등 위기를 겪는다. 이 징계로 인해 3년간 리그 출전 정지를 겪다가 2014년에 '오스만스포르'로 재창단 되었다. 2020년에 현재의 이름으로 복귀 하였다.

## 선수 명단

### 현역
참고: FIFA 자격 규정에 따라 소속된 국가대표팀 국기를 표시합니다. 선수는 복수의 FIFA 비회원국 국적을 가지고 있을 수 있습니다.
| 번호 | 포지션 | 국적 | 이름            |
| ---- | ------ | ---- | --------------- |
| 40   | DF     |      | 에네스 테페치크 |

| 번호 | 포지션 | 국적 | 이름 |
| ---- | ------ | ---- | ---- |

## 역대 감독
| 감독          | 임기 |
| ------------- | ---- |
| 함자 함자올루 | 2017 |